# Bonusheft
Das Bonusheft wird seit 1989 in der Bundesrepublik Deutschland im Rahmen der zahnmedizinischen Versorgung durch gesetzliche Krankenversicherungen verwendet. Es dient als Nachweis für regelmäßige Vorsorgeuntersuchungen, um  Anspruch auf erhöhte Zuschüsse zum Zahnersatz zu erhalten.
Versicherte erhalten ein persönliches Bonusheft, das sie bei jeder Zahngesundheitsuntersuchung (Kontroll- oder Prophylaxe-Sitzung) vorzeigen sollten, um den erforderlichen Nachweis möglichst lückenlos erbringen zu können.
Bei 12- bis 17-jährigen Versicherten werden für jedes Kalenderhalbjahr das Datum der Erhebung des Mundhygienestatus im Rahmen der zahnmedizinischen Individualprophylaxe nach § 22 SGB V eingetragen. Nach Vollendung des 18. Lebensjahres wird in das Bonusheft das Datum der jährlichen zahnärztlichen Vorsorgeuntersuchungen eingetragen.

## Zielsetzung und Geschichte
Durch das Gesundheitsreformgesetz 1989 wurde die Kostenerstattung der gesetzlichen Krankenversicherung beim Zahnersatz zunächst auf 50 % begrenzt. Gleichzeitig wurde als Anreiz für regelmäßige individuelle Prophylaxe eine Bonusregelung eingeführt, mit der eine Erhöhung der Kostenerstattung in zwei Stufen auf 60 bzw. 65 Prozent möglich wurde. Dadurch soll die Eigenverantwortung der Versicherten gestärkt werden. Versicherte sollen eine regelmäßige Mundhygiene betreiben und regelmäßig mindestens einmal jährlich den Zahnarzt zu einer Untersuchung aufsuchen. Dadurch sollen Zahnschäden vermieden bzw. frühzeitig entdeckt werden, um Zahnersatz so weit wie möglich zu vermeiden oder in seinem Umfang zu reduzieren und somit die Ausgaben der Krankenkassen zu begrenzen.
Durch das am 11. Mai 2019 in Kraft getretene Terminservice- und Versorgungsgesetz wurden gemäß § 55 SGB V die befundbezogenen Festzuschüsse ab dem 1. Oktober 2020 auf 60 Prozent, die Bonistufen auf 70 bzw. 75 Prozent erhöht.

## Bonusregelung bis September 2020
Grundsätzlich erhalten gesetzlich Krankenversicherte einen Festzuschuss von 50 %.
Patienten, deren Gebisszustand eine regelmäßige Zahnpflege erkennen lässt und die regelmäßig zahnärztliche Vorsorgeuntersuchungen in Anspruch nehmen, erhielten nach § 55 Absatz 1 SGB V alter Fassung bei einer medizinisch notwendigen Versorgung mit Zahnersatz, wie Kronen, Brücken und herausnehmbare Prothesen, einen Bonus in Form eines um 10 bzw. 15 Prozentpunkte höheren Festzuschusses zu den festgesetzten Beträgen für die jeweilige Regelversorgung.
Der Bonus wird nicht auf die Mehrkosten gewährt, die über die Kosten der „Regelversorgung“ hinausgehen – sogenannte „gleichartige Versorgungen“ und „andersartige Versorgungen“.
45 % der gesetzlich Krankenversicherten können den Bonus nicht in Anspruch nehmen, weil sie den Nachweis nicht oder nicht lückenlos führen.

### Bonus von 20%
Der Zuschuss für die Vertragsleistung steigt um 20 % des Grundbetrages (also von 50 Prozentpunkten auf 60 Prozentpunkte), wenn gesetzlich Krankenversicherte, die das 18. Lebensjahr vollendet haben, in den letzten fünf Jahren wenigstens einmal im Kalenderjahr zur eingehenden Untersuchung beim Zahnarzt waren und deren Gebiss eine regelmäßige Zahnpflege erkennen lässt. Kinder und Jugendliche ab dem 12. Lebensjahr müssen mindestens einmal pro Kalenderhalbjahr an der Individualprophylaxe teilgenommen haben. Den verbleibenden Anteil müssen die Patienten selbst übernehmen. Der Eigenanteil kann durch eine private Zahnzusatzversicherung ganz oder teilweise versichert werden.

### Bonus von 30%
Bei einer lückenlosen Vorsorge über einen Zeitraum von zehn Jahren erhöht sich der Zuschuss für die Kassenleistung um weitere 10 % auf 30 % (bezogen auf den Zuschuss in Höhe von 50 %). Damit steigt der Zuschuss auf insgesamt 65 % der Kosten einer Regelversorgung.

## Änderungen ab Oktober 2020 durch das Terminservice- und Versorgungsgesetz
Durch das am 11. Mai 2019 in Kraft getretene Terminservice- und Versorgungsgesetz wurden gemäß § 55 SGB V die befundbezogenen Festzuschüsse der Krankenkassen bei Zahnersatz, die bisher rund 50 Prozent der Kosten der Regelversorgung abdeckten, ab dem 1. Oktober 2020 auf 60 Prozent erhöht. In der Folge stiegen auch die Boni, die die Versicherten erhalten, die mit ihrem Bonus-Heft die regelmäßige Inanspruchnahme zahnärztlicher Vorsorgeuntersuchungen nachweisen können, von 60 bzw. 65 Prozent auf 70 bzw. 75 Prozent.
In begründeten Ausnahmefällen bleibt das einmalige Versäumen einer Vorsorgeuntersuchung (fünfmal in fünf Jahren bzw. zehnmal in zehn Jahren) für die Bonusregelung bei Zahnersatz folgenlos.

## Härtefallregelung

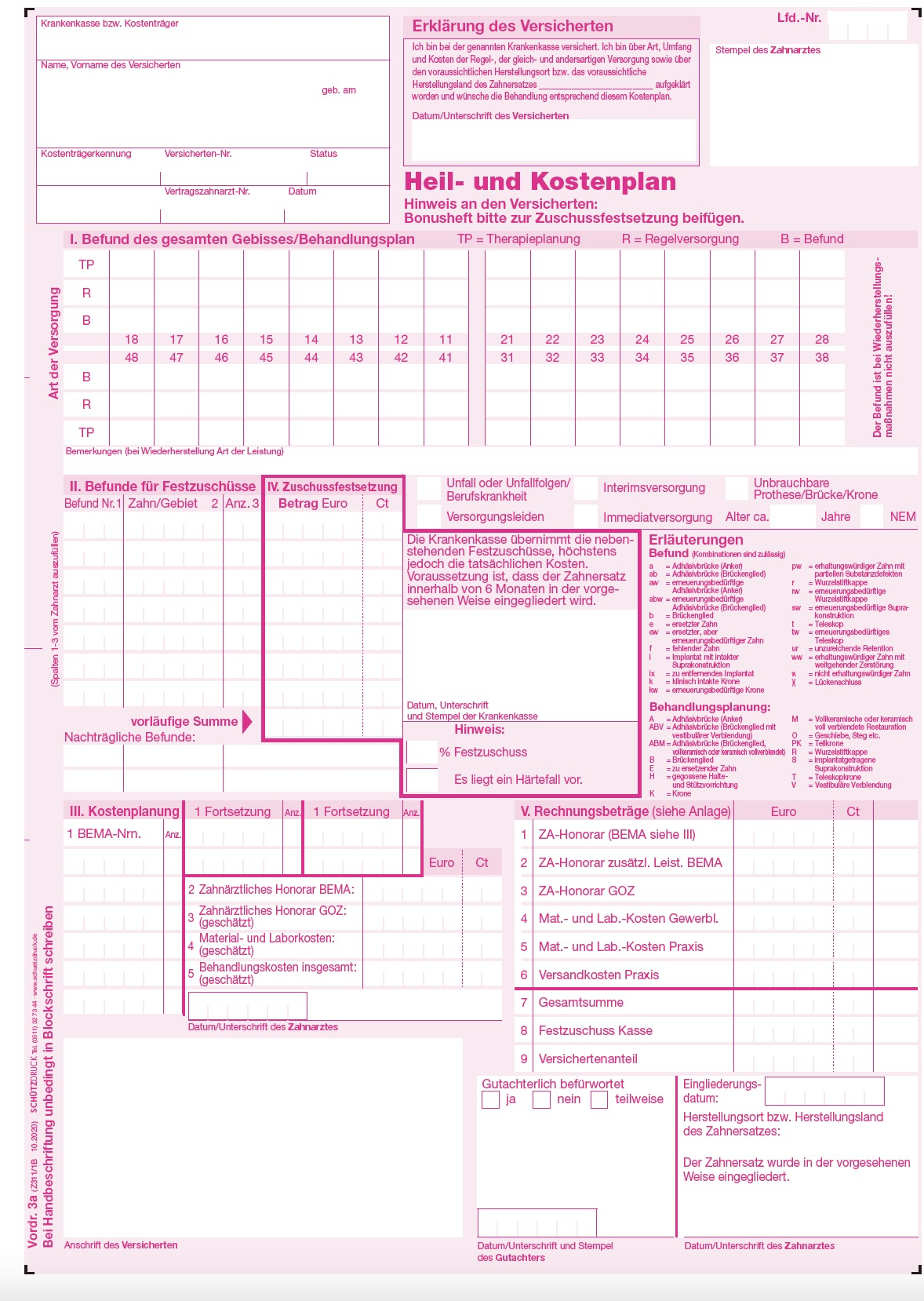
Heil- und Kostenplan: In der Mitte das Feld für die Eintragung der Höhe des Festzuschusses, abhängig vom Bonus bzw. bei Härtefällen

### Unzumutbare Belastung
Gesetzlich Krankenversicherte werden beim Zahnersatz von den Eigenanteilen weitgehend befreit, wenn sie unzumutbar belastet werden.
Eine unzumutbare Belastung liegt vor, wenn die monatlichen Bruttoeinnahmen zum Lebensunterhalt des Versicherten 40 % der monatlichen Bezugsgröße nach § 18 SGB IV nicht überschreiten. 2019 lag diese Grenze bei 1.246 Euro (mit einem Angehörigen 1.713,25 Euro, mit zwei Angehörigen 2.024,75 Euro und mit drei Angehörigen 2.336,25 Euro). Die Befreiung wird auch Versicherten erteilt, die bestimmte Sozialleistungen erhalten. Das sind die Hilfe zum Lebensunterhalt nach dem SGB XII oder SGB XIV, Leistungen nach dem Recht der bedarfsorientierten Grundsicherung, Leistungen zur Sicherung des Lebensunterhalts nach dem SGB II, Ausbildungsförderung nach dem Bundesausbildungsförderungsgesetz oder dem SGB III oder wenn die Kosten der Unterbringung in einem Heim oder einer ähnlichen Einrichtung von einem Träger der Sozialhilfe oder der sozialen Entschädigung getragen werden.
Versicherte, die unter die Härtefallregelung fallen, erhalten 100 % Festzuschuss für die Zahnersatz-Regelversorgung, auch wenn sie das Bonusheft nicht lückenlos geführt haben (§ 55 Absatz 2 SGB V). Wenn die Versicherten die Regelversorgung gewählt haben, fällt somit kein Eigenanteil an.

### Gleitende Härtefallregelung
Die Härtefallgrenze ist nicht starr, sondern sieht eine Gleitklausel vor. Die Krankenkasse erstattet den Versicherten den Betrag, um den die einfachen Festzuschüsse – ohne Bonus – das Dreifache der Differenz zwischen den monatlichen Bruttoeinnahmen zum Lebensunterhalt und der zur Gewährung von 100 % Festzuschuss maßgebenden Einnahmegrenze („Härtefallgrenze“) übersteigen. Diese zusätzliche Beteiligung an den Kosten umfasst höchstens einen Betrag in Höhe von 100 % Festzuschuss und nicht mehr als die tatsächlich entstandenen Kosten (§ 55 Absatz 3 SGB V). Der verbleibende Restbetrag ist durch die Versicherten zu tragen.

## Fehlender Bonushefteintrag
Jeder Zahnarzt ist verpflichtet, sämtliche Behandlungsunterlagen 10 Jahre aufzubewahren. Sie können sich also auch rückwirkend die Bestätigungen im Bonusheft holen. Auch ein entsprechender Ausdruck der stattgefundenen Kontrolluntersuchungen ist ausreichend.
Hat der Versicherte sein Bonusheft verloren, muss er ggf. eine Gebühr dafür bezahlen, dass der Zahnarzt alle Termine aus der Vergangenheit zusammensucht und ein neues Bonusheft entsprechend abstempelt. Die Gebühr nach GOÄ Nr. 70 kann zwischen 2,33 € und 8,15 € betragen, je nach Aufwand. Sollte der Zahnarzt die Bestätigung im Bonusheft verweigern (Untersuchung und Nachweis einer regelmäßigen Mundpflege vorausgesetzt), macht er sich gegebenenfalls  schadenersatzpflichtig für den Betrag, den der Patient auf Grund des fehlenden Bonusheftnachweises von der Krankenkasse nicht beziehungsweise weniger bekommt. Auch einen Papierausdruck muss man als Zahnarzt abstempeln, ein geringerer Arbeitsaufwand ist da nicht erkennbar. Bonushefte gibt es nach wie vor unverändert. Sie müssen vom Zahnarzt bei seiner Kassenzahnärztlichen Vereinigung angefordert werden.
Teilweise haben einzelne Krankenkassen bereits einen versichertenbezogenen maschinellen Datenaustausch mit den Kassenärztlichen Vereinigungen zu den Vorsorgeuntersuchungen. Bei diesen Kassen ist dann seit einem bestimmten Stichtag kein Nachweis der später erfolgten Zahnarztbesuche mehr erforderlich.

## Antrag
Der Antrag auf den doppelten Festzuschuss kann von der Krankenkasse bei bestimmten Sozialleistungen (z. B. Bürgergeld) entfallen, da die Krankenkasse diese Leistung direkt erkennen kann. Sonst und bei dem gleitenden Härtefall ist ein Antragsformular der Krankenkasse vom Versicherten auszufüllen. Sinnvoll ist es den Vordruck zusammen mit dem Heil- und Kostenplan (HKP) bei der Krankenkasse einzureichen.
Die Höhe des doppelten Festzuschusses wird durch die Krankenkasse auf dem HKP in einem gesondert dafür vorgesehenen Feld festgesetzt.

## Andere Bonushefte
Nicht zu verwechseln mit dem hier behandelten Bonusheft sind ebenso genannte Nachweise zu anderen Bonusprogrammen mit anderen inhaltlichen Ausrichtungen, die von Unternehmen, aber auch von Krankenkassen zu verschiedenen Zwecken eingesetzt werden. Einige Krankenkassen bieten auf der Grundlage des § 65a Abs. 1 SGB V und ihrer jeweiligen Satzung beispielsweise Bonusprogramme für gesundheitsbewusstes Verhalten an und setzen als Nachweis die Führung eines darauf ausgerichteten Bonusheftes voraus.